# Столечна
Столечна (пол. Stołeczna) — село в Польщі, у гміні Тшцинсько-Здруй Грифінського повіту Західнопоморського воєводства.
Населення — 622 особи (2011).
У 1975-1998 роках село належало до Щецинського воєводства.

## Демографія
Демографічна структура станом на 31 березня 2011 року:
|          | Загалом | Допрацездатний вік | Працездатний вік | Постпрацездатний вік |
| -------- | ------- | ------------------ | ---------------- | -------------------- |
| Чоловіки | 320     | 86                 | 207              | 27                   |
| Жінки    | 302     | 62                 | 183              | 57                   |
| Разом    | 622     | 148                | 390              | 84                   |